# Henry Bradford Nason

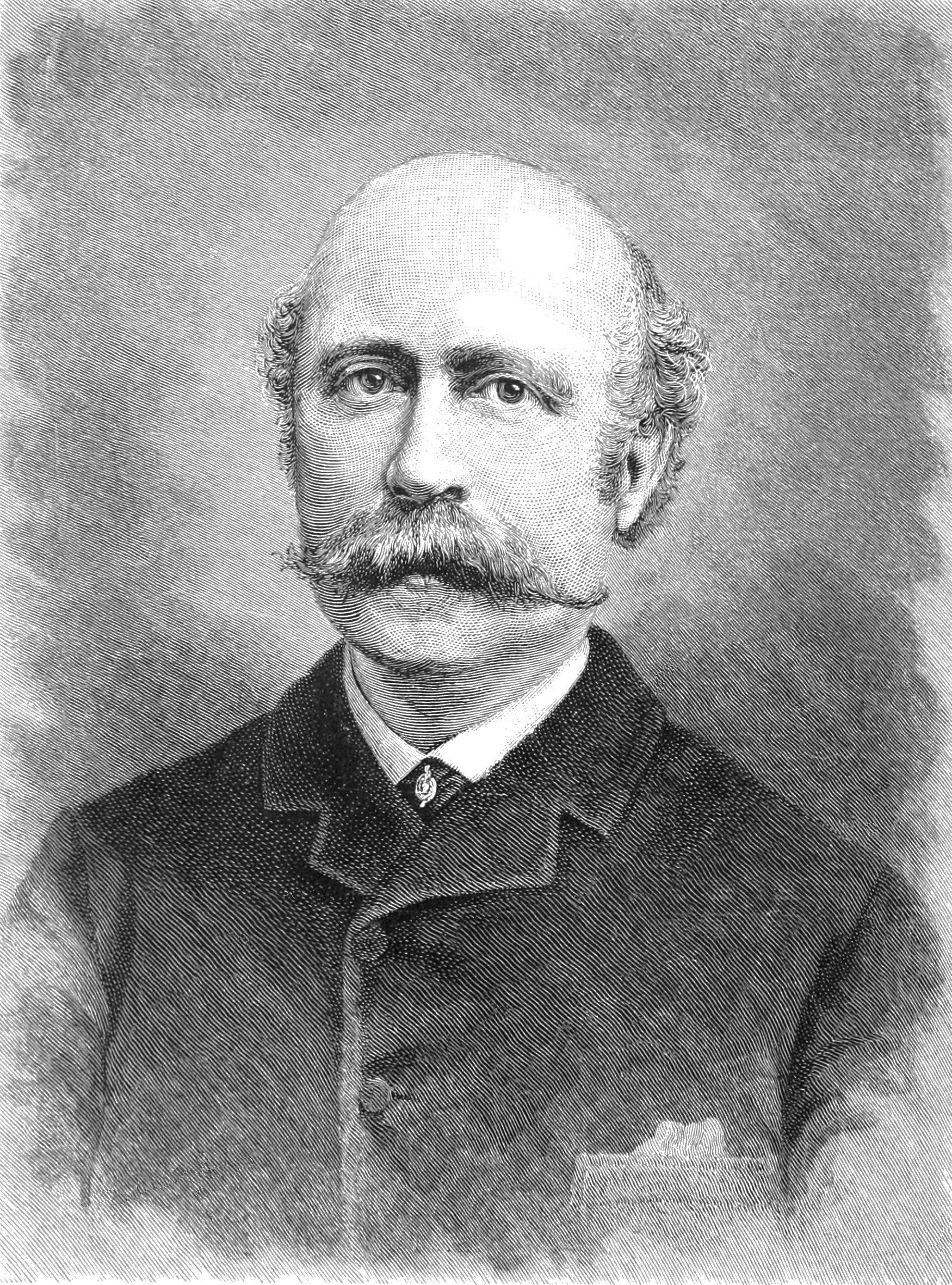
Henry Bradford Nason

Henry Bradford Nason (* 22. Juni 1835 in Foxborough, Massachusetts, USA; † 17. Januar 1895 in Troy, New York, USA) war ein amerikanischer Chemiker und Geologe.

## Leben
Henry Bradford Nason, der schon als Schüler großes Interesse an Geologie zeigte, besuchte das College in Amherst (Massachusetts) und wurde hier 1855 graduiert. Anschließend begab er sich nach Göttingen und studierte Chemie sowie Naturwissenschaften. Das Studium schloss er mit dem Dr. phil. ab. Als er die Georgia Augusta verließ, ernannte ihn die Burschenschaft Hannovera zu ihrem Ehrenmitglied. Nason arbeitete noch einige Zeit bei dem Chemiker Robert Bunsen in Heidelberg sowie bei dem Hüttenkundler Carl Friedrich Plattner in Freiberg (Sachsen), ehe er 1858 in die USA zurückkehrte. 
Zunächst erhielt er eine Anstellung als Dozent für Naturgeschichte am Rensselaer Polytechnic Institute in Troy (New York). Bald darauf wurde er Professor für Chemie und Naturwissenschaften am Beloit College in Beloit (Wisconsin). Zeitweilig wirkte er an beiden Hochschulen, ehe er ab 1868 nur noch in Troy die Fächer Chemie und Mineralogie unterrichtete. Seine Hochschultätigkeit ließ ihm Zeit für weite Studienreisen. So betrieb er nicht nur geologische Studien in den Südstaaten der USA und in Kalifornien, sondern besuchte noch mehrfach Europa. 1861 war er zunächst in Holland, Belgien, Irland und Schottland, danach immatrikulierte er sich im November erneut in Göttingen, um bei dem Geologen Wolfgang Sartorius Freiherr von Waltershausen seine Kenntnisse in Mineralogie zu vertiefen. Anschließend besichtigte er Gletscher in der Schweiz sowie vulkanische Gebiete in Italien. Auf der Suche nach seltenen Pflanzen für ein botanisches Werk hielt er sich im Sommer 1877 in Finnland und Russland auf. 1884 bereiste er Norwegen, um Gletscher und Fjorde zu untersuchen. 
Im Jahre 1878 erteilte ihm US-Präsident Rutherford B. Hayes einen besonderen Auftrag für eine Europareise: Nason sollte auf der Weltausstellung in Paris erkunden, ob dort chemisch-technische Neuheiten gezeigt wurden, die für die weitere Entwicklung der USA von Bedeutung sein konnten.
Den Schwerpunkt seiner Forschertätigkeit legte Nason im Laufe der Zeit stärker auf das Gebiet der Petrochemie und veröffentlichte diesbezügliche Erkenntnisse. Fast 15 Jahre war er Berater der Standard Oil Company. Er war Mitglied etlicher wissenschaftlicher Gesellschaften und Vereinigungen zur Förderung der Industrie, so im Amerikanischen Verein zur Förderung der Wissenschaften, in der Gesellschaft der Chemischen Industrie, im Amerikanischen Institut der Bergbauingenieure, in der Amerikanischen Chemischen Gesellschaft (deren Präsident er 1889/90 war) sowie in der Akademie der Wissenschaften in New York. Außerdem gehörte er zu den Gründern der Geologischen Gesellschaft von Amerika. Darüber hinaus war Nason Mitglied der Deutschen Chemischen Gesellschaft und der Chemischen Gesellschaft in London. 
Henry Bratford Nason schrieb einige Lehrbücher und wirkte bei anderen als Co-Autor mit. Ein Werk seines Göttinger akademischen Lehrers Friedrich Wöhler übersetzte er ins Englische.
In amerikanischen Biographien werden Nasons pädagogische Fähigkeiten hervorgehoben, durch die es ihm gelang, seinen Studenten leicht das notwendige Wissen zu vermitteln.

## Ehrung
Das Rensselaer Polytechnic Institute in Troy gab einem Studentenwohnheim für Erstsemestrige auf dem Campus seinen Namen.

## Werke
- Table of Reactions for Qualitative Analysis, Troy 1865
- Wohler (Wöhler)/Nason, Handbook of Mineral Analysis, Philadelphia 1868 (Übersetzung)
- Table for Qualitative Analysis in Colors, Troy 1870
- Elderhorst, Manual of Blowpipe Analysis, and Determinative Mineralogy, mit Charles F. Chandler, Philadelphia 1873; 1875; 1876; 1880
- Proceedings of the Semi-Centennial Celebration of the Rensselaer Polytechnic Institute, Troy 1875
- Biographical Record of Officers and Graduates of Rensselaer Polytechnic Institute, Troy 1887